# ジョシュ・ラニヨン
ジョシュ・ラニヨン(英：Josh Lanyon)は、ロサンジェルス在住のアメリカ合衆国の小説家・推理作家であり、ダイアナ・キリアン(英：Diana Killian)の別名義。
ミステリやアクションの中に男性同士の恋愛を含むM/Mロマンスが特徴。
日本では新書館のモノクローム・ロマンス文庫からのみ出版されている。

## 作品リスト

### 単行本

#### アドリアン・イングリッシュシリーズ(The Adrien English Mysteries)
訳：冬斗亜紀、イラスト：草間さかえ
【あらすじ】
アドリアンの友人であり従業員のロバート・ハーシーが殺された。事情聴取にやってきた刑事の一人、リオーダンに犯人だと疑われたアドリアンは、独自に犯人捜しを開始する。なぜロバートは殺されたのか？　そして、アドリアンにつきまとう謎の男の正体は…？
【登場人物】
アドリアン・イングリッシュ：クローク＆タガー書店の店主。心臓に疾患を持ち、母親のリサから常に心配されている。ジェイク・リオーダン：LA市警殺人課の刑事。自身がゲイなことを認められずにいる。
【既刊】
- 『天使の影』Fatal Shadows(2000)　新書館　2013.12 ISBN 978-4403560156
- 『死者の囁き』A Dangerous Thing(2002)　新書館　2013.12 ISBN 978-4403560163
- 『悪魔の聖餐』The Hell You Say(2006)　新書館　2014.8 ISBN 978-4403560187
- 『海賊王の死』Death of a Pirate King(2008)　新書館　2015.2 ISBN 978-4403560194
- 『冥き流れ』The Dark Tide(2009)　新書館　2015.12 ISBN 978-4403560231
- 『So This is Christmas』(2016)　新書館　2017.12   アドリアン・イングリッシュシリーズを含む短編集 ISBN 978-4403560330
- 番外編(ブログ記事/英語)   「Advent Calendar Day 20」(英語版コレクターズエディション収録の掌編)   「From Christmas Coda 2021」

#### All Fairシリーズ(The All’s Fair)
訳：冬斗亜紀、イラスト：草間さかえ
【あらすじ】
追跡中に撃たれた傷のせいでFBIを辞職し、大学で教鞭をとっていたエリオットは、ある日、父の友人夫妻の息子の失踪事件を調べるよう頼まれる。夫妻との連絡役として捜査に関わることになったエリオットが再会したのは、FBI捜査官タッカー・ランス。彼は、かつて苦い別れ方をしたエリオットの元恋人だった…。
【登場人物】
エリオット・ミルズ：元FBI捜査官。現在は大学で歴史を教えている。
タッカー・ランス：腕利きのFBI捜査官。エリオットの捜査への介入を嫌う。
【既刊】
- 『フェア・ゲーム』Fair Game(2010)　新書館　2013.2 ISBN 978-4403560118

- 『フェア・プレイ』Fair Play(2014)　新書館　2016.12 ISBN 978-4403560309

- 『フェア・チャンス』Fair Chance(2017)　新書館　2020.1 ISBN 978-4403560408

- 番外編(ブログ記事/英語)   「Christmas Coda 52」

#### 殺しのアートシリーズ(The art of murder)
訳：冬斗亜紀、イラスト：門野葉一
【あらすじ】
少女が消えたのは、かつてシリアルキラー「ハントマン」によって少女たちが狩られた町だった。美術犯罪が専門のFBI捜査官ジェイソンは、伝説的なFBI捜査官、サム・ケネディのお目付役として捜査に参加することになる。十六年ぶりに訪れた町で、ジェイソンは「ハントマン」に殺された親友を思い出していた…。
【登場人物】
ジェイソン・ウエスト：美術犯罪班所属のFBI捜査官。上司の命令で一時転属し、ケネディとパートナーを組むことになる。
サム・ケネディ：伝説的なFBI捜査官。優秀な行動分析官である一方、強引な手法で敵も多い。
【既刊】
- 『マーメイド・マーダーズ』The Mermaid Murders(2016)　新書館　2018.12 ISBN 978-4403560354

- 『モネ・マーダーズ』The Monet Murders(2017)　新書館　2019.12 ISBN 978-4403560392

- 『マジシャン・マーダーズ』The Magician Murders(2018)　新書館　2020.12 ISBN 978-4403560453

- 『モニュメンツメン・マーダーズ』The Monuments Men Murders(2019)　新書館　2021.8 ISBN 978-4403560477

- 『ムービータウン・マーダーズ』The Movie-Town Murders(2022)　新書館　2023.9 ISBN 978-4403560576

#### その他
- 『ドント・ルックバック』Don’t Look Back(2009)　新書館　2013.10   訳：冬斗亜紀、イラスト：藤たまき ISBN 978-4403560132

- 『ウィンター・キル』Winter Kill(2015)　新書館、2018.10   訳：冬斗亜紀、イラスト：草間さかえ ISBN 978-4403560460

### 単行本未収録
- 「夜の眼」Night Watch(2016)　新書館、2018.10   訳：冬斗亜紀、イラスト：門野葉一   ASIN: B07J4GXTBM

- 「クリスマスの航路」A Case of Christmas(2015)　新書館、2018.10   訳：冬斗亜紀、イラスト：門野葉一   ASIN: B07J5FW3ZS

- 「海に魚はたくさんいても」Plenty of Fish(2017)　新書館、2019.1   訳：冬斗亜紀、イラスト：門野葉一   ASIN: B07MPT1R2T

- 「欠けた景色」In Plain Sight(2013)　新書館、2015.11   訳：冬斗亜紀、イラスト：小山田あみ   ASIN：B017QVOHCM

### 未翻訳

#### The Dangerous Groundシリーズ
- Dangerous Ground(2008)
- Old Poison(2009)
- Blood Heat(2010)
- Dead Run(2011)
- Kick Start(2013)
- Blind Side(2020)

#### The Holmes & Moriarity シリーズ
- Somebody Killed His Editor(2009)
- All She Wrote(2010)
- The Boy With the Painful Tattoo(2014)
- In Other Words…Murder(2018)
- The 12.2 Percent Solution(2022下旬刊行予定)

#### A Shot in the Darkシリーズ
- This Rough Magic(2011)
- Ill Met by Moonlight(不明)

#### The I Spy シリーズ
- I Spy Something Bloody(2008)
- I Spy Something Wicked(2011)
- I Spy Something Christmas(2012)

#### The Dark Hourseシリーズ
- The Dark Horse(2007)
- The White Knigh(2009)

#### In a Dark Woodシリーズ
- In a Dark Wood(2011)
- The Parting Glass(2013)

#### Doyle and Spainシリーズ
- Snowball in Hell(2007)

#### The Ghost Wore Yellow Socksシリーズ
- The Ghost Wore Yellow Socks(2008)
- The Ghost Had an Early Checkout(2018)

#### Bedknobs and Broomsticksシリーズ
- Mainly by Moonlight(2019)
- I Buried a Witch(2019)
- Bell, Book and Scandal(2021)
- Hex in the City(2022年下旬刊行予定)

#### Secrets and Scrabbleシリーズ
- Murder at Pirate’s Cove(2020)
- Secret at Skull House(2020)
- Mystery at the Masquerade(2021)
- Scandal at the Salty Dog(2021)
- Body at Buccaneer’s Bay(2021)
- Death at the Deep Dive(2022)
- Lament at Loon Landing(2022年刊行予定)
- Corpse at Captain’s Seat(2023年刊行予定)

#### Petit Mortsシリーズ
- Other People’s Wedding(2010)
- Slings and Arrows(2010)
- Sort of Stranger Than Fiction(2010)
- Critic’s Choice(2010)
- Just Desserts(2011)
- Sweet Spot(2013)

#### その他
- 44.1644° North(不明)
- A Ghost of a Chance(2007)
- Cards on the Table(2007)
- Boy Meets Body(2007)
- I’ll Be Dead for Christmas(2007)
- A Limited Engagement(2008)
- Footsteps in the Dark(2008)
- Committed to Memory(2009)
- The Art og Dying(2009)
- Until We Meet Once More(2009)
- The French Have a Word for It(2009)
- Strange Fortune(2009)
- Out of the Blue(2009)
- The Dickens with Love(2009)
- Icecapade(2010)
- The Darkling Thrush(2010)
- A Vintage Affair(2010)
- The Dark Farewell(2010)
- In Sunshine or In Shadow(2010)
- Mummy Dearest(2011)
- Lovers and Other Strangers(2011)
- Come Unto These Yellow Sands(2011)
- In Sunshine or in Shadow(2011)
- Men Under the Mistletoe(2011)
- Lone Star(2011)
- A Ghost of an Chance(2012)
- Perfect Day(2012)
- Heart Trouble(2012)
- Blood Red Butterfly(2013)
- Merry Christmas, Darling(2013)
- The Haunted Heart: Winter(2013)
- Baby, it’s Cold(2014)
- Everything I Know(2014)
- Stranger on the Shore(2014)
- Wizard’s Moon(2015)
- Murder in Pastel (2015)
- Wedding Favors(2015)
- Jefferson Blythe, Esquire(2015)
- The Curse of the Blue Scarab(2016)
- Murder Between the Pages(2016)
- The Boy Next Door(2017)
- If Only in My Dreams(2017)
- Halloween is Murder(2017)
- Christmas Waltz(2017)
- Fade to Black(2018)
- Murder Takes the High Road(2018)
- Green Glass Beads(2019)
- Seance on a Summer’s Night(2019)
- Slay Ride(2019)
- Stranger in the House(2020)
- Requiem for Mr. Busybody(2020)
- Shadows Left Behind(2021)
- Hide and Seek(2022年下旬刊行予定)
- Murder is Served(2023年上旬刊行予定)